# USS Gerald R. Ford
La USS Gerald R. Ford (CVN-78) è la prima nave della nuova classe di portaerei a propulsione nucleare CVN-21 della U.S. Navy. La costruzione è iniziata l'11 agosto 2005 nei cantieri navali di Newport News in Virginia ed è stata consegnata alla U.S. Navy il 22 luglio 2017. La Northrop Grumman ha iniziato i lavori di costruzione con una cerimonia in cui è stata posata la prima sezione della nave: una piastra di acciaio di 15 tonnellate che fa parte di un comparto laterale della nave. La chiglia è stata impostata il 13 novembre 2009.
La USS Gerald R. Ford ha sostituito la USS Enterprise, messa fuori servizio in dicembre 2012 dopo 51 anni di attività. L'ex segretario della difesa Donald Rumsfeld  confermò il 3 gennaio 2007 che la portaerei avrebbe portato il nome, precedentemente suggerito dal Congresso, del 38º presidente degli Stati Uniti Gerald R. Ford. Come le gemelle USS John F. Kennedy (CVN-79) e USS Enterprise (CVN-80) è spinta da due reattori nucleari A1B.
Il varo della USS Gerald R. Ford è avvenuto il 9 novembre 2013, madrina della cerimonia è stata la figlia dell'ex presidente, Susan Ford Bales. Per completare la costruzione è stato necessario un anno di altri lavori a bordo.
Il 30 aprile 2021 ha completato il suo periodo di test e prove post-consegna (PDT&T) di 18 mesi.

## Scelta del nome

Ford in uniforme, durante il servizio nella United States Navy, 1945

Nel 2006, mentre Gerald Ford era ancora in vita, il senatore della Virginia John Warner propose il suo nome per la portaerei CVN-78 Il documento finale, firmato dal presidente George W. Bush il 17 ottobre 2006 suggeriva il nome di USS Gerald R. Ford, ma non ne forzava la scelta.
Il 3 gennaio 2007, l'ex segretario della difesa Donald Rumsfeld, confermò che la portaerei CVN-78 avrebbe portato il nome di Ford. Rumsfeld disse di aver comunicato personalmente la decisione a Ford durante una sua visita a Rancho Mirage poche settimane prima che lo stesso Ford morisse. Poco dopo la dichiarazione di Rumsfeld, la United States Navy confermò a sua volta il nome della portaerei Il 16 gennaio 2007, il segretario della marina Donald Winter battezzò ufficialmente la CVN-78 USS Gerald R. Ford. L'annuncio venne fatto durante una cerimonia al Pentagono, in presenza del vicepresidente Dick Cheney, dei senatori Warner e Levin, del generale Guy C. Swan e dei figli di Ford.
L'associazione di veterani della portaerei convenzionale USS America aveva chiesto di battezzare la nuova portaerei USS America, in ricordo della nave su cui avevano prestato servizio. La USS America (CV-66) fu dismessa nel 1996 e nel 2005 fu affondata nell'Atlantico nel corso di un test per la valutazione dei danni arrecati alle portaerei da varie armi. USS America (LHA-6) è invece il nome della prima nave di una nuova classe di navi da assalto anfibio.

## Progettazione e sviluppo

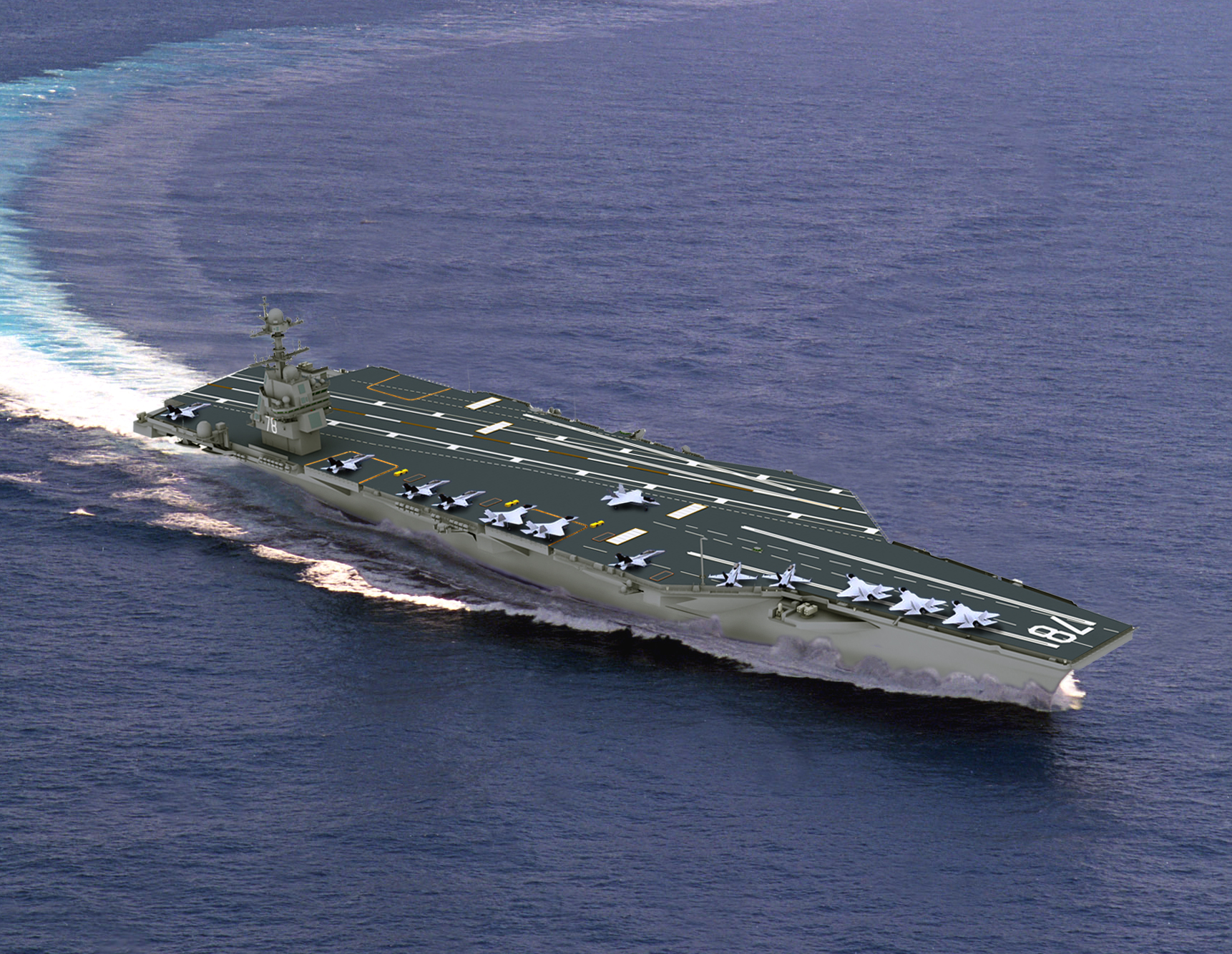
Simulazione grafica della CVN-78

Le portaerei classe Nimitz hanno mantenuto sempre lo stesso sistema di produzione e utilizzo dell'energia. Una portaerei classe Nimitz può mantenere velocità superiori ai 30 nodi, nonostante la massa a pieno carico di circa 100 000 tonnellate, senza rifornirsi per 90 giorni, garantendo lo svolgimento di operazioni aeree in un raggio di centinaia di miglia marine. Una dimostrazione dell'autonomia delle portaerei classe Nimitz fu data dalla USS Theodore Roosevelt, che rimase in missione per 159 giorni consecutivi in supporto all'operazione Enduring Freedom senza mai visitare un porto o essere rifornita. Durante il periodo intercorso dalla costruzione della prima nave della classe a oggi, queste portaerei sono state aggiornate con molte nuove tecnologie, ma con gli avanzamenti tecnologici degli ultimi due decenni, le possibilità di miglioramento delle navi di questa classe sono limitate. I maggiori problemi che la classe Nimitz deve affrontare sono: la limitata capacità di produzione di energia elettrica; l'aumento del peso della nave e l'erosione del margine nel posizionamento del centro di gravità, necessario a mantenere la stabilità della nave, causati dai miglioramenti tecnologici apportati.
Partendo dalla considerazione dei problemi della classe Nimitz, i progettisti hanno sviluppato il progetto denominato CVN-21, che ha portato alla progettazione delle navi USS Gerald R. Ford (CVN-78), USS John F. Kennedy (CVN-79), USS Enterprise (CVN-80). I miglioramenti tecnologici sono stati apportati adattando il disegno della nave alle nuove tecnologie e rendendolo più efficiente. Le maggiori innovazioni nel disegno vero e proprio consistono in: un ponte di volo più largo, miglioramenti nell'apparato di trasporto di armi e materiali, un nuovo reattore che richiede meno personale e un'isola più piccola e più arretrata rispetto al ponte. Gli avanzamenti tecnologici nel campo dell'elettromagnetismo hanno permesso lo sviluppo di una catapulta elettromagnetica (Electromagnetic Aircraft Launch System, EMALS), e di un sistema d'arresto avanzato (AAG). Un sistema integrato garantirà la flessibilità per l'adattamento dell'infrastruttura della nave ai futuri aggiornamenti. I nuovi Dual Band Radar (DBR) combinano i radar a banda S e banda X in un unico sistema. Con il nuovo design e gli aggiornamenti tecnologici la Ford avrà un 25% in più di capacità di lancio di aerei, triplicherà la produzione di energia elettrica e aumenterà la disponibilità operativa. La richiesta di una capacità di lancio per circa 160 sortite aeree al giorno, con picchi di 220 sortite in momenti di intensa attività o emergenza, ha portato gli sviluppatori a ridisegnare il ponte di volo.

### Ponte di volo
La differenza nella struttura del ponte di volo è il cambiamento più visibile rispetto alla classe Nimitz. Diverse sezioni sono state rimodellate rispetto al ponte di volo delle Nimitz per rendere più agevole il movimento dei velivoli, delle armi e dei materiali vari. La catapulta numero quattro delle Nimitz non era in grado di lanciare aerei a pieno carico a causa di una mancanza di spazio per il transito dell'ala lungo il bordo del ponte di volo. La CVN-78 non avrà specifiche restrizioni sul lancio di aerei dalle catapulte, ma avrà comunque quattro catapulte come le portaerei classe Nimitz, due ad arco e due a cintura, e il numero di ascensori per aerei dal ponte hangar al ponte di volo è stato ridotto a tre. I cambiamenti di design del ponte di volo rispetto alla classe Nimitz servono ad aumentare la capacità di lancio.
Il percorso delle armi dai magazzini alle piazzole degli aerei sul ponte di volo è stato pianificato per garantire un riarmo più veloce.
L'isola è più piccola rispetto a quella delle vecchie portaerei e si trova molto più arretrata rispetto al ponte di volo. Nella zona in cui si trovava, approssimativamente, l'isola delle portaerei classe Nimitz, è stata progettata una zona per il riarmo e il rifornimento centralizzati degli aerei. Questa nuova soluzione permette di muovere meno gli aerei tra un atterraggio e il decollo successivo. Un minor numero di movimenti degli aerei richiede un minor numero di addetti e garantisce una riduzione del personale a bordo. Il riarmo centralizzato garantisce anche un accorciamento del percorso e delle procedure nel movimento delle armi dai magazzini al ponte di volo, riducendo ulteriormente il tempo impiegato e il personale a bordo. Sulle portaerei, il tempo che intercorre tra il rientro di un aereo e il suo successivo decollo è determinato soprattutto dalla durata del riarmo e del rifornimento. Per abbreviare la durata di queste operazioni, le armi sono trasportate da dispositivi automatizzati. Il percorso delle munizioni non incrocia mai quello degli aerei, evitando rallentamenti negli hangar e sul ponte di volo.

### Propulsori
I generatori elettrici delle portaerei classe Nimitz furono progettati negli anni sessanta, quando la richiesta di energia elettrica da parte dei dispositivi di bordo era limitata rispetto a quella attuale. Le nuove tecnologie applicate a queste navi nel corso di decenni di aggiornamenti hanno richiesto sempre più energia, fino al raggiungimento del limite possibile per le loro centrali elettriche. Le tecnologie moderne richiedono quindi una produzione di elettricità più efficiente per la nuova classe di portaerei, anche in previsione di aggiornamenti futuri.
Il nuovo reattore A1B è più piccolo ma ha un design più efficiente del reattore A4W, garantendo una generazione di energia elettrica tre volte superiore rispetto al suo predecessore. Il nuovo reattore ha una densità energetica più alta, minore richiesta di energia per le pompe, una costruzione più semplice, ed è controllato attraverso moderni sistemi elettronici. Il risultato è che questo reattore permette una riduzione del personale addetto di due terzi e una manutenzione minore.
La capacità energetica non sarà subito sfruttata al massimo: i progettisti hanno lasciato margine per inserire nuovi componenti tecnologici in futuri aggiornamenti. Le portaerei classe Gerald R. Ford dovrebbero rimanere in servizio per quasi novant'anni. Il progetto di una nave, per avere successo su un periodo così lungo, deve basarsi sulla flessibilità e sulla prospettiva di aggiornamenti a lungo termine, con l'inserimento di nuovi sistemi più avanzati.

### Catapulte
Le prime catapulte per aerei furono introdotte negli anni cinquanta e sono sempre state affidabili: per oltre cinquant'anni, sulle portaerei classe Nimitz, almeno una delle quattro catapulte è stata in grado di lanciare aerei durante il 99,5% del tempo trascorso. Le catapulte standard (a vapore), però, hanno dei difetti. Il problema più grave è che non danno riscontri sui controlli, causando oscillazioni improvvise dell'intensità della forza esercitata sugli aerei, che danneggiano, a lungo andare, la loro struttura. Inoltre il sistema a vapore è molto ingombrante, la sua efficienza energetica è molto bassa (4–6%), ed è difficile da manovrare.
I problemi di controllo del sistema a vapore impongono dei limiti alla massa dei veicoli lanciati. La massa minima lanciabile in sicurezza è superiore alla massa di qualsiasi aeromobile a pilotaggio remoto, usando questo sistema non sarebbe possibile lanciare droni dalla portaerei. La catapulta elettromagnetica (EMALS) è più facile da controllare e permette di lanciare veicoli più leggeri rispetto a quelli lanciabili da una catapulta tradizionale, droni compresi. Inoltre il sistema elettromagnetico è più leggero, piccolo, efficiente e potente del sistema a vapore, anche il limite massimo della massa degli aeromobili lanciabili è più alto. L'uso di una forza più costante e regolabile ridurrà lo stress sulla struttura degli aeromobili. Questa soluzione non è applicabile sulle portaerei classe Nimitz.
Il sistema d'arresto, denominato AAG (Advanced Arresting Gear), userà una guida elettromagnetica per fermare gli aerei in atterraggio. L'AAG è un sistema innovativo, che usa un meccanismo completamente diverso rispetto ai sistemi precedenti, basati su macchinari idraulici. I sistemi idraulici non sarebbero in grado di fermare i droni senza danneggiarli, perché gli aeromobili a pilotaggio remoto non sono abbastanza resistenti e pesanti per sopportare senza danni la forza esercitata dai pistoni idraulici del sistema. Nel nuovo sistema elettromagnetico, l'assorbimento dell'energia cinetica del mezzo in atterraggio è controllata da un motore elettrico. Questo rende la frenata più graduale e controllata e riduce lo stress sulla struttura dei veicoli. Anche se il sistema, visto dal ponte di volo, sembra simile al precedente, sarà più affidabile e flessibile e richiederà meno manutenzione e operatori.

### Comunicazioni
La USS Ford ha un sistema radar integrato doppia-banda, sviluppato sia per la classe Ford sia per i cacciatorpediniere classe Zumwalt. Il sistema è stato reso meno ingombrante aumentando da sei a dieci il numero delle antenne di ogni radar a sei facce. Il radar dual-band combina un radar a banda X AN/SPY-3 multifunzione con un radar a ricerca volumetrica banda S. Le tre facce del sistema a banda X seguono i movimenti degli oggetti volanti a bassa quota ed evidenziano i bersagli; il sistema a banda S serve a trovare e seguire i bersagli in qualsiasi condizione meteorologica. Questo sistema non ha parti mobili e quindi non richiede né un'eccessiva manutenzione né un numero di addetti elevato.

### Possibili miglioramenti futuri
All'inizio solo la metà della capacità energetica dei reattori della CVN-78 sarà sfruttata. La USS Ford potrà quindi essere aggiornata con nuovi sistemi, come un'armatura dinamica e un sistema difensivo laser. L'installazione delle innovazioni tecnologiche attuali sulla Ford aumenterà la sua frequenza di lancio degli aerei del 25% rispetto alle portaerei classe Nimitz e garantirà una riduzione del personale anch'essa del 25%.
Sulla Ford saranno installati anche degli apparati innovativi per la gestione dei rifiuti. Nel 2008 la U.S. Navy firmò un contratto con l'azienda canadese PyroGenesis Inc. per equipaggiare la nave con un gassificatore: un sistema in grado di smaltire qualsiasi rifiuto solido combustibile. Dopo aver completato i test a Montréal, il sistema dovrebbe essere trasportato ai cantieri navali di Huntington Ingalls dove sarà installato sulla portaerei.

## Costruzione

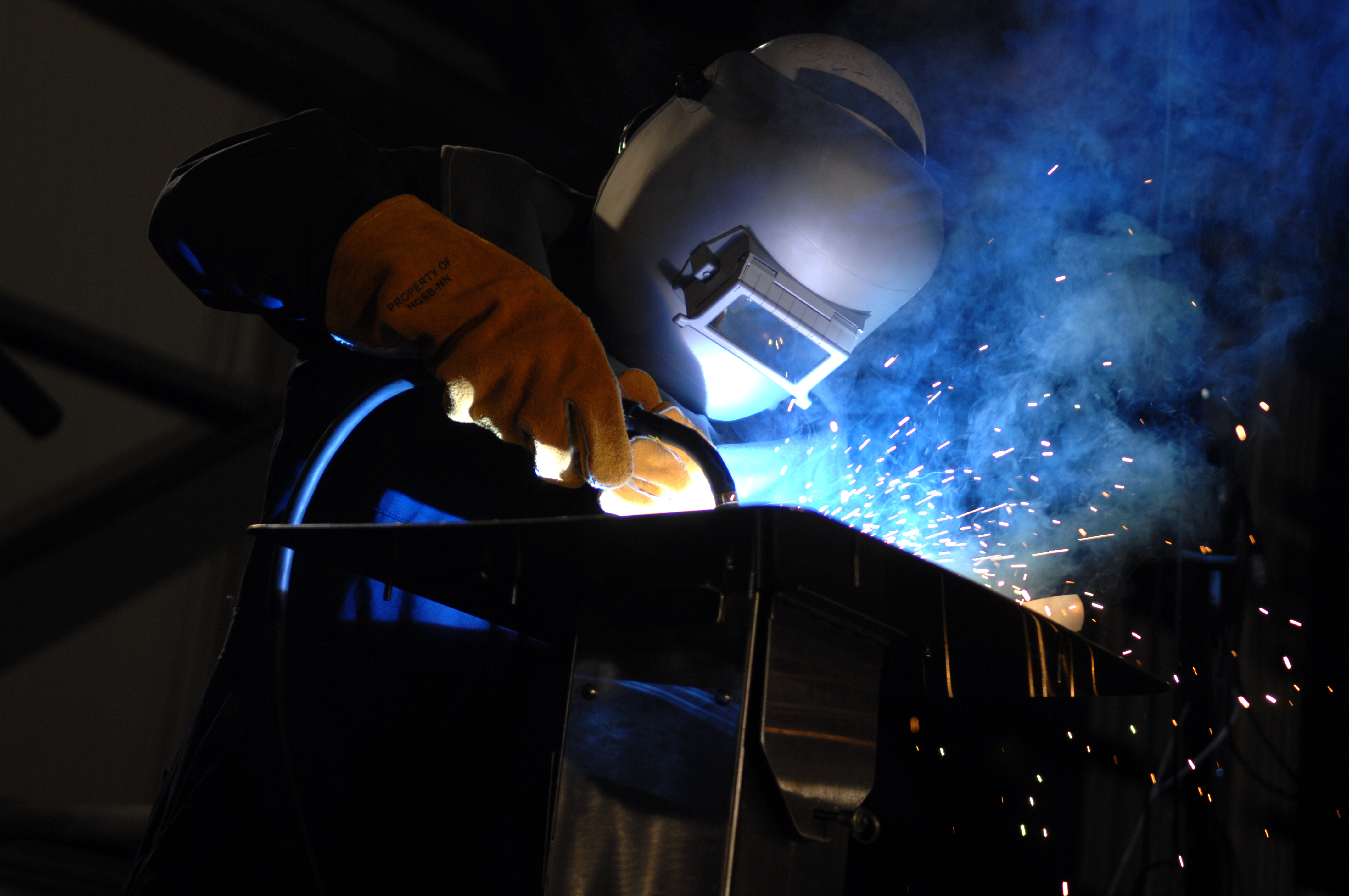
Le iniziali della figlia di Ford, Susan Ford Bales, vengono saldate alla chiglia della USS Gerald R. Ford (CVN 78) durante la cerimonia di posatura della chiglia

La chiglia della nave è stata ufficialmente posata durante la cerimonia del 14 novembre 2009 nel bacino di carenaggio numero 12 dei cantieri di Newport News dalla figlia di Ford, Susan Ford Bales.
Nell'agosto del 2011, fu dichiarato che la portaerei era già a metà del processo di costruzione. A metà di aprile 2012 la nave ha raggiunto il 75% del completamento strutturale. Il 26 gennaio 2013 è stata unita al resto della nave la sezione denominata 'isola', in cui è situato il ponte di controllo delle operazioni.

## Costi
Il 10 settembre 2008 la U.S. Navy firmò un contratto da 5,1 miliardi di dollari con la Northrop Grumman Shipbuilding di Newport News, Virginia, per la costruzione della CVN-78. La Northrop Grumman aveva già iniziato la costruzione con un contratto da 2,7 miliardi, nel 2005. Dopo quasi 12 anni di lavoro, la spesa per la portaerei è lievitata enormemente rispetto a quanto preventivato, arrivando a costare 12,9 miliardi di dollari.